# Partido de Concentración Española
El Partido de Concentración Española fue un partido político constituido en octubre de 1932 en Barcelona con el objetivo de defender los intereses de los no nacidos en Cataluña. Sus dirigentes eran Antonio Bermejo (presidente) y Constantino Recober (vicepresidente). Manuel Ráez Almagro presidía las juventudes, formadas en diciembre de 1933.
En las elecciones al Parlamento de Cataluña del año 1932 se presentó en coalición con el Partido Republicano "Unión de Regionales en Cataluña" en la candidatura Concentración Española y su publicación fue Concentración Española.
En septiembre del 1935 el partido todavía estaba activo.